# 速霸陸450
速霸陸450乃是日本富士重工業於1960年至1966年間製造發售的輕型車，該款車的基本機械構造和速霸陸360相同，但車身尺碼加以放大。在六年的產品生命週期中，速霸陸450在日本市場僅售出1,549部而已。

## 概要
1960年10月 - 自1958年速霸陸360上市以來，取得了亮眼的銷售佳績。為了滿足消費者對更進一層級距的需求，富士重工業推出放大版的速霸陸450。除了車身尺碼增加，並搭載馬力更大的423c.c.直列二缸氣冷式EK51型引擎，其他的差別尚有：前後保險桿附有防撞塊、密封式車頭燈、二段式雨刷、啟閉式後車窗等。
1963年 - 5月小改款，改採交流發電機、副變速箱附前進6速、W型保險桿、大量採用鍍鉻飾件、儀表板改成方形等。
1964年 - 7月起改為主、副油箱的「分離給油方式」，追加一具三國工業製造的燃油專用泵，此系統被原廠稱為「Subaru-matic（（日語）スバルマチック）」。再者，尾燈和後進氣壩的形式也做了更動。
1965年 - 8月最後一次小改款，油箱容量從18公升改成25公升，且加油口和速霸陸360一樣改成密閉式。
1966年 - 4月終止生產。

## 外銷
富士重工業自1960年起以速霸陸Maia（（日語）スバル・マイア）之名稱外銷，值得注意的是1988年第三代速霸陸Leone也曾以「Maia」作為特別仕樣車的副名。

## 外部連結
- （日語）日本官方網站 （页面存档备份，存于）
- （日語）★1960年スバル450 薄倖のてんとう虫 ～ 自動車カタログ棚から056 （页面存档备份，存于）
- （日語）国民車スバル360 その系譜